# 福岡市道舞鶴薬院線
福岡市道舞鶴薬院線（ふくおかしどうまいづるやくいんせん）は、全区間が福岡市の「都心部」の中にあり、中央区舞鶴一丁目の福祉センター交差点から南に向かって、都心部の中でも3地区の「都心核」の一つとされる天神周辺地区の西側を貫通し、同区薬院三丁目の平尾1丁目交差点に至る全長が1,878.12メートルの市道（幹線二級市町村道）である。この路線のうち、天神三丁目と舞鶴一丁目との間を抜ける区間は親不孝通りと、大名一丁目及び二丁目と天神二丁目との間を抜ける区間は天神西通りと呼ばれる。

## 特徴
福岡市道舞鶴薬院線の特徴は、同市の「都心部」を南北方向に並走する複数の主要幹線道路の一つであり、互いに交通機能を補完しながらネットワークを形成していること、全区間に亘って両側の用途地域が商業地域に指定されており、商業施設が集積していることである。これらの並走する幹線道路を西から順にあげると次の通りである。
- 市道長浜博多駅1号線及び2号線（大正通り）
- 市道舞鶴薬院線（親不孝通り及び天神西通り）
- 福岡県道602号（渡辺通り）
- 福岡県道554号
- 福岡県道553号
- 福岡県道43号及び福岡県道44号（大博通り）

なお、国道202号との交差点より約180メートルの区間には既存の道路が存在せず、直接は繋がっていない。
この路線の名称については、国道202号の北側に関しては、次の道路愛称（通称）の方が通りがよく、出版されている地図などの表記にも使われている。
- 親不孝通り（舞鶴一丁目の福祉センター交差点から大名二丁目の舞鶴1丁目交差点まで）
- 天神西通り（大名二丁目の舞鶴1丁目交差点から大名一丁目の国道202号との交差点まで）

## 都市計画道路
この路線は都市計画道路として、「薬院舞鶴線」の名称で都市計画の決定がなされており、起点が中央区薬院（）三丁目（平尾一丁目交差点）、終点が舞鶴（）一丁目福祉センター交差点、延長（総延長）が2,050メートルの路線で、国道202号より南側の区間は2023年現在で未整備である。未整備区間の状況は次の通り。
- 今泉一丁目、二丁目及び薬院一丁目
  - 区間：大名一丁目の国道202号との交差点（名称なし）から薬院三丁目の城東橋交差点まで
  - 進捗状況：調査、検討
  - 備考：現在は丁字路である国道202号との交差点より約180メートルの区間は、拡幅の対象となる道路が存在しないため、直接は繋がっていないが、この区間を新設することにより十字路とする計画となっている。また今泉は狭隘道路が多い[注釈 5]。

- 薬院三丁目及び平尾一丁目
  - 区間：城東橋交差点から薬院三丁目の平尾1丁目交差点まで
  - 進捗状況：未整備

## 接続する主な通り
| 交差する道路                         | 市町村名 | 市町村名 | 交差する場所 | 交差する場所             |
| ------------------------------------ | -------- | -------- | ------------ | ------------------------ |
| 福岡市道千鳥橋唐人町線（那の津通り） | 福岡市   | 中央区   | 舞鶴一丁目   | 福祉センター交差点、始点 |
| 福岡市道博多姪浜線（昭和通り）       | 福岡市   | 中央区   | 大名二丁目   | 舞鶴1丁目交差点          |
| 福岡市道千代今宿線（明治通り）       | 福岡市   | 中央区   | 大名二丁目   | 天神西交差点             |
| 国道202号（国体道路）                | 福岡市   | 中央区   | 大名一丁目   | （名称なし交差点）       |
| 福岡市道博多駅草ヶ江線（城南線）     | 福岡市   | 中央区   | 薬院三丁目   | 城東橋交差点             |
| 福岡県道31号福岡筑紫野線（高宮通り） | 福岡市   | 中央区   | 薬院三丁目   | 平尾1丁目交差点、終点    |

## 接続、近接する主な施設
この路線に接続又は近接する主な施設を起点の北から順にあげると以下の通り。
- 長浜公園[注釈 6]
- カトリック大名町教会
- 西鉄グランドホテル（西鉄ホテルズ）
- 新天町
- 岩田屋
- 薬院駅